# トキ科
トキ科（トキか、Threskiornithidae）は、鳥綱に属する科。

## 分布
アフリカ大陸、オーストラリア大陸、北アメリカ大陸、南アメリカ大陸、ユーラシア大陸、インドネシア、サントメ・プリンシペ、日本

## 形態
最大種はオニトキで全長105cm。
嘴は下方へ湾曲し、ヘラサギ属ではさらに先端がへら状に幅広い。後肢や趾は発達し、泥や浅瀬を移動するのに適している。
成鳥は、顔ないし頭頸部の一部の皮膚が裸出している種がほとんどである。雌雄はほぼ同色で、雄の方が雌よりもやや大きい。

## 分類
かつてはコウノトリ目に入れられていたが、近年ペリカン目に移された。トキ亜科とヘラサギ亜科の2亜科に分けられる。
トキ亜科　Threskiornithinae
テリハトキ属　Bostrychia
- Bostrychia bocagei　サントメテリハトキ　Dwarf olive ibis（テリハトキの亜種とする説もあり）
- Bostrychia carunculata　イボトキ　Wattled ibis
- Bostrychia hagedash　ハダダトキ　Hadada
- Bostrychia olivacea　テリハトキ（オリーブトキ）Olive Ibis
- Bostrychia rara　ムナフトキ Spotted-breasted_Ibis

オナガトキ属　Cercibis
- Cercibis oxycerca　オナガトキ　Sharp-tailed ibis　

シロトキ属　Eudocimus
- Eudocimus albus　シロトキ　American white ibis
- Eudocimus ruber　ショウジョウトキ　Scarlet ibis

ハゲトキ属　Geronticus
- Geronticus calvus　ハゲトキ　Southern bald ibis　
- Geronticus eremita　ホオアカトキ　Northern bald ibis

マダガスカルトキ属　Lophotibis
- Lophotibis cristata　マダガスカルトキ　Madagascar ibis　

アオアシトキ属　Mesembrinibis
- Mesembrinibis cayennensis　アオアシトキ（ミドリトキ）Green ibis

トキ属　Nipponia
- Nipponia nippon　トキ　Crested ibis

サカツラトキ属　Phimosus
- Phimosus infuscatus　サカツラトキ　Bare-faced ibis

ブロンズトキ属　Plegadis
- Plegadis chihi　カオジロブロンズトキ（メガネトキ）White-faced ibis
- Plegadis falcinellus　ブロンズトキ（カマハシトキ）Glossy ibis
- Plegadis ridgwayi　アンデストキ（ナンベイブロンズトキ）　Puna ibis

アカアシトキ属　Pseudibis
- Pseudibis davisoni　カタジロトキ　White-shouldered ibis（アカアシトキの亜種とする説もあり）
- Pseudibis giganteua　オニトキ　Giant ibis
- Pseudibis papillosa　アカアシトキ　Black ibis

カオグロトキ属　Theristicus
- Theristicus branickii　アンデスカオグロトキ　Andean ibis
- Theristicus caerulescens　ハイイロトキ　Plumbeous_Ibis
- Theristicus caudatus　クロハラトキ　Buff-necked ibis
- Theristicus melanopis　カオグロトキ　Black-faced_Ibis

クロトキ属　Threskiornis
- Threskiornis aethiopicus　アフリカクロトキ　Sacred ibis
- Threskiornis bernieri　マダガスカルクロトキ　Malagasy sacred ibis
- Threskiornis melanocephala　クロトキ　White ibis（アフリカクロトキ＜クロトキ＞の亜種とする説もあり）
- Threskiornis molucca　オーストラリアクロトキ　Australian white ibis
- Threskiornis spinicollis　ムギワラトキ　Straw-necked ibis

ヘラサギ亜科　Plataleinae
ヘラサギ属　Platalea
- Platalea ajaja　ベニヘラサギ　Roseate spoonbill
- Platalea alba　アフリカヘラサギ　African spoonbill
- Platalea flavipes　キバシヘラサギ　Yellow-billed spoonbill
- Platalea leucorodia　ヘラサギ　White spoonbill
- Platalea minor　クロツラヘラサギ　Black-faced spoonbill
- Platalea regia　オーストラリアヘラサギ（ローヤルヘラサギ）Royal spoonbill

## 生態
湖沼の水辺や湿地、サバンナなどに生息する。昼行性で、多くの種で大規模な群れを形成し生活する。飛翔時には頸部を前方へ伸ばす。
食性は動物食または雑食で、昆虫類、甲殻類、貝類、魚類、両生類、動物の死骸、果実などを食べる。触覚が発達し水中や泥中に嘴を指し入れたり、地中を掘り起こして嘴に触れた獲物を瞬時に捕食する。
繁殖形態は卵生。岩棚や樹上に木の枝などを組み合わせた巣を作り、卵を産む。雌雄ともに育雛を行う。

## 人間との関係
開発による生息地の破壊、農薬の使用、狩猟や害鳥としての駆除などにより生息数が減少している種もいる。